# Ichnocarpus
Ichnocarpus es un género con 20 especies perteneciente a la familia Apocynaceae. Son nativas del sudeste de Asia, norte de Australia, islas del Pacífico y  China. Comprende 42 especies descritas y de estas, solo 3 aceptadas.

## Descripción
Son plantas trepadoras o lianas con látex. Las hojas opuestas. las inflorescencias en cimas terminales o axilares. Las flores pequeñas con la corola de color blanco, amarillo o rojo. Tiene numerosas semillas.

## Taxonomía
El género fue descrito por Robert Brown y publicado en Memoirs of the Wernerian Natural History Society 1: 61. 1811.

## Especies aceptadas
A continuación se brinda un listado de las especies del género Ichnocarpus aceptadas hasta octubre de 2013, ordenadas alfabéticamente. Para cada una se indica el nombre binomial seguido del autor, abreviado según las convenciones y usos. 
- Ichnocarpus frutescens (L.) W.T.Aiton
- Ichnocarpus fulvus Kerr
- Ichnocarpus uliginosus Kerr